# Marko Simić
Marko Simić (Belgrád, 1987. június 16. –) montenegrói válogatott labdarúgó, jelenleg a Liepāja játékosa.

## Góljai a montenegrói válogatottban
| #  | Dátum               | Ellenfél   | Eredmény | Kiírás       | Esemény |
| -- | ------------------- | ---------- | -------- | ------------ | ------- |
| 1. | 2017. szeptember 1. | Kazahsztán | 3 – 0    | Vb-selejtező | 43' 63' |

## Sikerei, díjai
- Budapest Honvéd:
  - Magyar labdarúgókupa: 2008-09
- BATE:
  - Fehérorosz labdarúgó-bajnokság: 2010-11, 2011-12
  - Bajnokok ligája csoportkör: 2011-12, 2012-13
  - Európa-liga csoportkör: 2010-11
- Kayserispor:
  - Török másodosztály bajnok: 2014-15
- Pakhtakor Tashkent:
  - Üzbég bajnok: 2019
  - Üzbég kupa: 2019
  - Üzbég ligakupa: 2019